# Rhyacia hampsoni
Rhyacia hampsoni är en fjärilsart som beskrevs av Bang-haas 1910. Rhyacia hampsoni ingår i släktet Rhyacia och familjen nattflyn. Inga underarter finns listade.